# Alisma wahlenbergii
Alisma wahlenbergii es una especie de Liliopsida del género Alisma, de la familia Alismataceae, del orden Alismatales.

## Taxonomía
Fue descrita científicamente por (Holmb.) Juz. Fue publicado por primera vez en V.L.Komarov (ed.), Fl. URSS 1: 283 (1933)